# 満月寺浮御堂

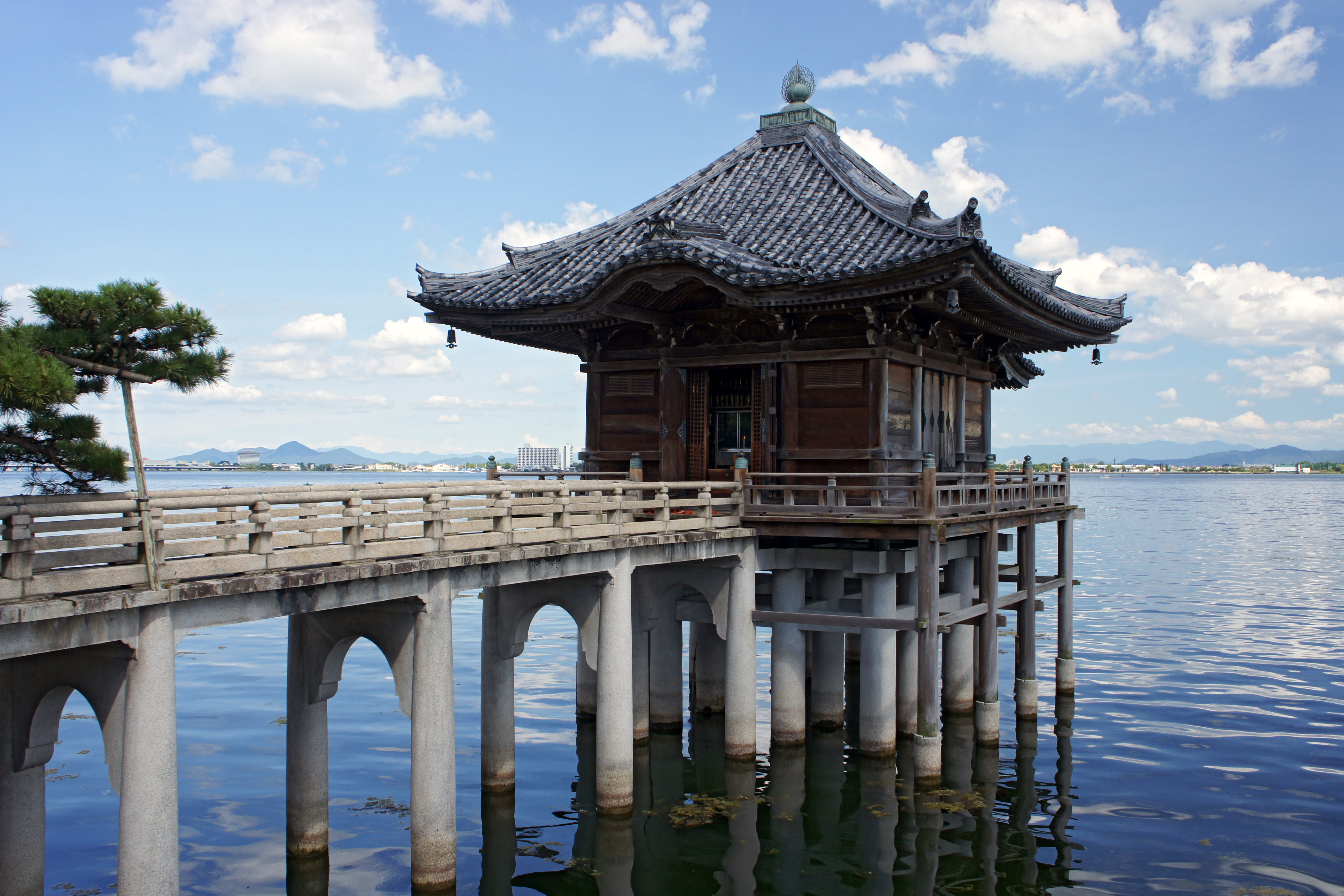
満月寺浮御堂

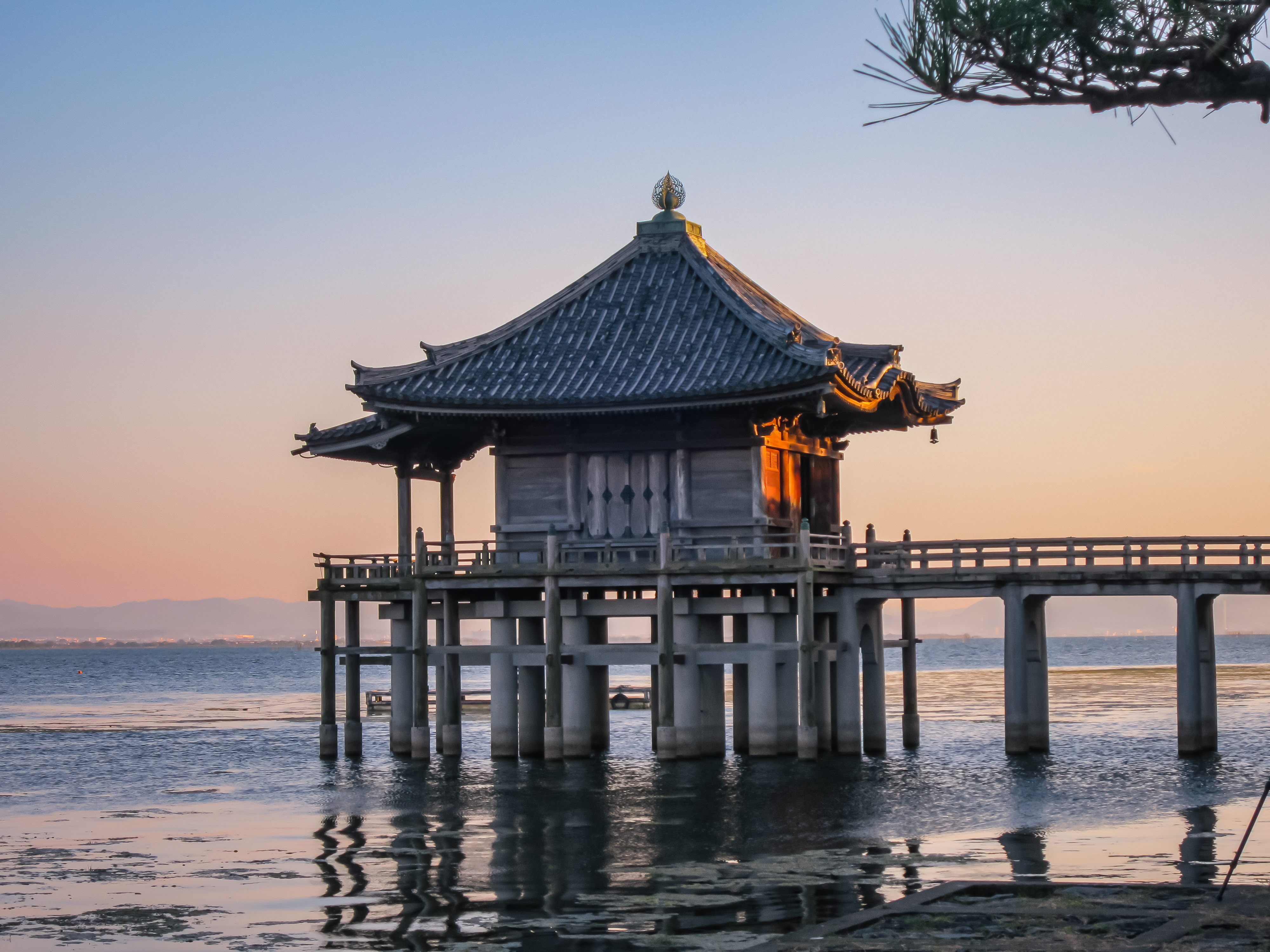
夕景時の浮御堂

満月寺浮御堂（まんげつじうきみどう）は、滋賀県大津市本堅田、琵琶湖畔の臨済宗大徳寺派海門山満月寺にある、湖上に突き出た仏堂。近江八景「堅田の落雁」で名高い。堅田の浮御堂の通称でも知られている。

## 歴史

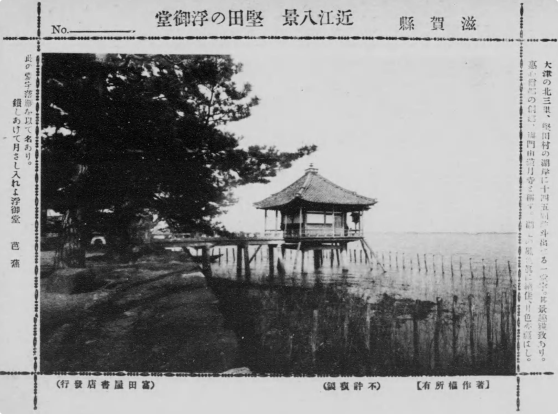
室戸台風で全壊する以前の浮御堂（1916年）

寺伝によれば、源信（恵心僧都）（942年 - 1017年）が比叡山横川から琵琶湖をながめると、毎夜、その光明の赫々（かくかく）たるを怪しみ、網でこれを掬（すく）いとらせると、1寸8分の黄金の阿弥陀仏像であった。よって魚類殺生供養のために阿弥陀仏像1体を造り、その体内にこれをおさめ、1000体の阿弥陀仏像をも奉安し、浮見堂を創建したという。「千仏閣」「千体仏堂」と称し、衆生制度とともに湖上通船の安全も発願した。
荒廃したときもあったが、桜町天皇（1720年 - 1750年）（在位1735年 - 1747年）は禁中の能舞台をたまわり、これを再興した。
風景絶佳の趣のある地で、古くより一休和尚、蓮如上人が滞在したり、松尾芭蕉（1644年 - 1694年）や、小林一茶、歌川広重、葛飾北斎等も訪れ、多くの詩歌、絵画を残している。
先代の堂は1934年（昭和9年）に室戸台風によって倒壊、現在の堂は1937年（昭和12年）に再建された。室戸台風の直後に竜巻も近くで発生している。「阿弥陀仏一千体」を安置して「千本仏」と称し、平安時代の「多数功徳作善信仰」を今日に伝えてもいる。2015年（平成27年）4月24日、「琵琶湖とその水辺景観－ 祈りと暮らしの水遺産 」の構成文化財として日本遺産に認定される。

## 境内の句碑
満月寺浮見堂にある句碑。
- 松尾芭蕉
  - 鎖あけて 月さし入れよ 浮見堂
    - 元禄四年の中秋名月の翌日、十六夜のお月見の宴で詠まれた句

  - 比良三上 雪さしわたせ 鷺の橋
- 高浜虚子
  - 湖も この辺にして 鳥渡る
- 高桑蘭更
  - 病雁も 残らで春の 渚かな
- 阿波野青畝
  - 五月雨の 雨だればかり 浮見堂